# Спижарний
Спижарний (шпижарний; пол. śpiżarny, лат. praefectus promptuarii) — уряд двірський Речі Посполитої.

## Обов'язки
Спижарний відповідав за постачання продуктами харчування королівського двору, вів їхній перелік. Також, разом із шафарем, якому безпосередньо підпорядковувався, вів рахунки королівських кухні та складів.